# Alonsoa linearis
Alonsoa linearis är en flenörtsväxtart som först beskrevs av Jacquin, och fick sitt nu gällande namn av Hipólito Ruiz López och Pavon. Alonsoa linearis ingår i släktet eldblommor, och familjen flenörtsväxter. Utöver nominatformen finns också underarten A. l. platyphylla.